# ريناتا سكوتو
ريناتا سكوتو (بالإيطالية: Renata Scotto)‏ (ولدت في 24 فبراير 1934) هي مغنية أوبرا إيطالية من أصحاب صوت السوبرانو الندي. اشتهرت بأسلوبها الحساس وموهبتها الموسيقية وعُدَّت إحدى المغنيات البارزات في جيلها.
اعتزلت الغناء سنة 2002، وتوجهت إلى إخراج عروض الأوبرا فضلاً عن التدريس في إيطاليا والولايات المتحدة، ونشرت بضع مؤلفات في أكاديمية سانتا تشيشيليا الوطنية (بالإيطالية: Accademia Nazionale di Santa Cecilia)‏ في روما ومدرسة جوليارد في نيويورك.

## وصلات خارجية
- ريناتا سكوتو على موقع IMDb (الإنجليزية)
- ريناتا سكوتو على موقع مونزينجر (الألمانية)
- ريناتا سكوتو على موقع ميوزك برينز (الإنجليزية)
- ريناتا سكوتو على موقع إن إن دي بي (الإنجليزية)
- ريناتا سكوتو على موقع أول ميوزيك (الإنجليزية)
- ريناتا سكوتو على موقع ديسكوغز (الإنجليزية)
- ريناتا سكوتو على موقع قاعدة بيانات الفيلم (الإنجليزية)